# Marco da Gagliano
Marco da Gagliano (Firenze, 1º maggio 1582 – Firenze, 25 febbraio 1643) è stato un compositore e religioso italiano.

## Biografia

### Firenze
Figlio di Zenobi da Gagliano (ora Galliano, frazione di Barberino di Mugello), alla fine del XVI secolo era maestro d'intaglio e solo successivamente studiò musica, con Luca Bati, maestro di cappella della Basilica di San Lorenzo di Firenze, cominciando a sostituirlo nel 1602, per succedergli definitivamente alla sua morte (1608). Nel medesimo anno divenne maestro di cappella della Cattedrale di Santa Maria del Fiore di Firenze. 
Canonico di San Lorenzo nel 1609, quindi Protonotario Apostolico (1614), verso il 1611 venne  nominato maestro di cappella alla corte dei Medici. Fu uno dei principali fondatori dell'Accademia degli Elevati (1607) a Firenze col nome di "Affannato" o "Affanno", insieme a personalità quali Ottavio Rinuccini e Jacopo Peri. Collaborò spesso con Jacopo Peri e Francesca Caccini per la composizione delle musiche per balli, mascherate e altri trattenimenti per i carnevali fiorentini della corte dei Medici. 
Per gli incarichi di prestigio ricoperti fin dalla giovane età e la lunga collaborazione nelle manifestazioni musicali allestite dalla corte medicea, Marco da Gagliano fu con Jacopo Peri e Giulio Caccini una delle personalità di primo piano nella Firenze dei primi decenni del seicento, ultimo periodo nel quale la corte granducale poté brillare quale centro produttivo di spettacoli fastosi e promotrice di nuove creazioni musicali.
Fu tra i compositori che elaborarono il nuovo stile rappresentativo nella musica, quella particolare unione di parola e musica chiamata Recitar cantando.

### Mantova
Invitato nel 1607 dalla corte di Mantova a comporre  un'opera per le nozze di Francesco IV Gonzaga con Margherita di Savoia, poi rinviate al maggio dell'anno seguente, scrisse La Dafne (rappresentata nel carnevale 1608), per i festeggiamenti in onore del Cardinale Ferdinando Gonzaga, suo protettore.
L'opera si avvaleva del libretto che Ottavio Rinuccini aveva scritto per l'opera omonima di Jacopo Peri rappresentata a Firenze nel 1598, riadattato dal poeta stesso.

### Firenze
Nel 1624 ebbero la prima assoluta a Firenze le opere Rappresentazione del Angiolo Raffaello in Piazza Santa Maria Novella e La regina Sant'Orsola nel Palazzo Uffizi.
Vent'anni dopo La Dafne, Gagliano scrisse un'altra opera, La Flora, rappresentata nel Palazzo Uffizi a Firenze nel 1628 in occasione delle nozze  di Margherita de' Medici con Odoardo I Farnese. Jacopo Peri vi collaborò per la parte di Clori. 
Gagliano divenne nel 1609 canonico della Basilica di San Lorenzo di Firenze e, alla sua morte, avvenuta il 25 febbraio 1643, ebbe sepoltura fra i canonici.

## Opere pubblicate

### Musica Profana
- 6 Libri di madrigali a 5 voci (Venezia, pubblicati rispettivamente nel 1602, 1604, 1605, 1606, 1608, 1617)
- La Dafne, Favola, su testo di Ottavio Rinuccini, pubblicata da Cristofano Marescotti nel 1608 a Firenze, rappresentata per la prima volta alla corte di Mantova nel 1608
- La Flora, Favola in musica (Il Natal de' fiori) su testo di Andrea Salvadori, rappresentata per la prima volta a Firenze il 14 ottobre 1628
- Musiche a 1-3 e 5 voci fra cui l'azione scenica Ballo di donne turche insieme con i loro consorti di schiavi fatti liberi su soggetto di Alessandro Ginori, andata in scena al Palazzo Pitti di Firenze nel 1615 e pubblicato a Venezia nel 1615

### Musica sacra
- Officium  defunctorum a 4 e 8 voci (Venezia 1607)
- Missae et sacrarum canticum a 6 voci (Firenze 1614)
- Sacrum canticum a 1-4 e 6 voci Libro II (Venezia 1622)
- Responsoria maioris hebdomadae a 4 voci (Venezia 1630)
- 1 mottetto nel libro II (1643) di Giovanni Battista da Gagliano (fratello di Marco da Gagliano)

## Manoscritti
Numerosi intermedi e azioni sceniche (per lo più perdute) per la corte dei Medici  tra cui:
- Intermedio III, Il trionfo d'onore e il sacrificio d'Ifigenia (1608)
- Mascherata di ninfe in Senna (1611)
- Scherzi e balli di giovinette montanine, opera (Palazzo Pitti 1614)
- La liberazione di Tirreno e d'Arnena (Testo Andrea Salvadori 1617)
- Lo sposalizio di Medoro e di Angelica, in collaborazione con Jacopo Peri (Testo Andrea Salvadori 1619)
- La fiera (1619)
- Le fonti d'Ardenna, festa d'armi e di ballo (Testo Andrea Salvadori 1623) opera andata in scena al Palazzo della Gherardesca di Firenze nel 1623
- Le nozze degli dei testo di Giovanni Carlo Coppola  1634 in collaborazione con altri.

Circa 100 madrigali a 1-3,5-8 voci
Inoltre le sacre rappresentazioni: 
- La regina di Sant' Orsola Testo Andrea Salvadori 1624
- La istoria di Judit Testo di Andrea Salvadori, Palazzo Pitti 1626
- Requiem a 8 voci 1607
- Messa a 6 voci 1614
- 3 Magnificat (1 a 2 voci e 2 a 4 voci) 1622

altre 75 composizioni sacre su testo latino e madrigali spirituali su testo italiano.
Tutti questi manoscritti sopra citati si trovano nelle varie Biblioteche di Firenze in particolar modo la Biblioteca Medicea Laurenziana.

## Titolo onorifico

Stemma da Protonotario apostolico.

Venne nel 1614 insignito del titolo papale di Protonotario Apostolico.

## Discografia
La Dafne:
- 1973 - La Dafne, New York Pro Musica antiqua, dir. George Houle (Musical Heritage Society, MHS 1953/4; 2 LP stereo)
- 1975 - La Dafne, Musica Pacifica, dir. Paul Vorwerk (ABC Command, COMS-9004/2; 2 LP)
- 1976 - La Dafne, Monteverdi Chor Hamburg, Camerata Accademica Hamburg, dir. Jurgen Jurgens (Archiv Produktion, 437 074-2)
- 1981 - La Dafne, Old Instruments Ensemble, dir. Sandor Kallos (Melodija, C10 16161 004; 2LP)
- 1995 - La Dafne, Ensemble Elyma, dir. Gabriel Garrido (K617, CD-058)
- 2008 - La Dafne, Ensemble Fuoco e Cenere, dir. Jay Bernfeld (Arion, ARN 68776)

Altre opere:
- 1979 - Musiche a una, due e tre voci. Sacrae Cantiones, The Five Centuries Ensemble (Fonit Cetra; LP)
- 1995 - Sacrarum cantionum 1614 & 1622, Ensemble Jacques Moderne, dir. Joël Suhubiette (Calliope, CAL 9292)
- 1999 - Missa in Assumptione Beatae Mariae Virginis, L'Homme Armé Ensemble, dir. Fabio Lombardo (Tactus, 580701)